# Niels d'Aarhus
Niels d'Aarhus ou Niels le Saint (danois : Niels den Hellige; né avant 1157 - mort en 1180) est un prince danois, fils illégitime du roi Knut V de Danemark et frère de Valdemar Knutsen qui fut révéré comme saint à Aarhus jusqu'au XVIIIe siècle. Il porte vraisemblablement le nom de son grand-père le roi Niels de Danemark. La cathédrale d'Aarhus était le centre local du culte de saint Niels d'Aarhus.

## Biographie

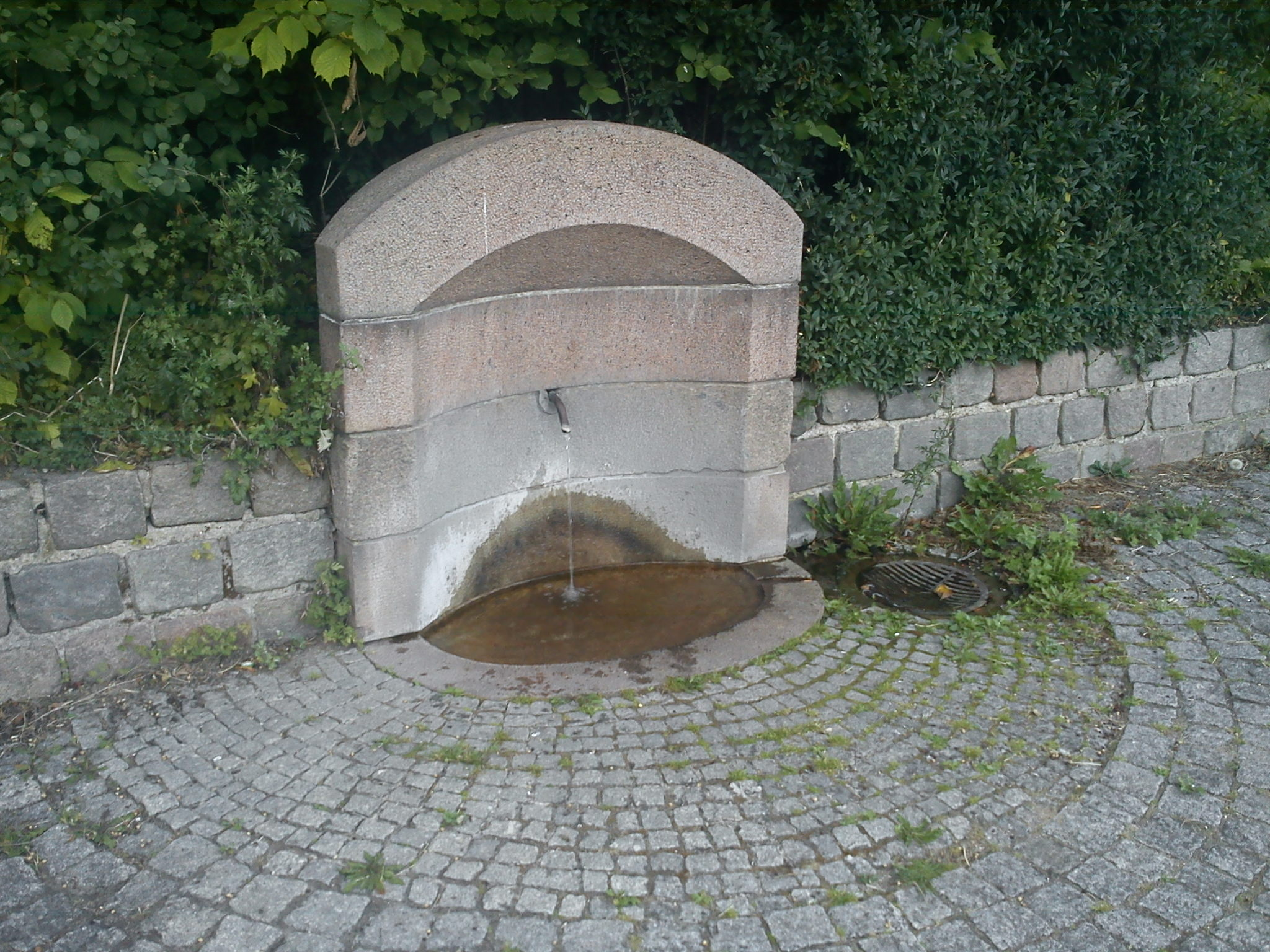
Hellig Niels' Kilde (lit.: Source de Saint Niels) Frederiksbjerg à Århus.

Niels Knutsen, est un fils illégitime du roi Knut V né d'une maîtresse inconnue. Après le meurtre de son père comme son frère ou demi frère Valdemar Knutsen il est élevé auprès de leur cousin le roi Valdemar Ier. Encore jeune homme, le prince Niels se désintéresse de la vie de la cour et se retire dans le village de Skibby près d'Aarhus (danois Århus), où il bâtit une église de ses propres mains et y mène une vie édifiante et secourt la population de la région entourant Aarhus. Un jour, avec quelques autres hommes de la cité, alors qu'ils abattent de arbres pour édifier une autre église à Viby près de la mer, un homme qui l'accompagne se plaint de la soif. Niels prie et une source surgit et permet d'étancher la soif de l'homme. La source de saint Niels est toujours active. Elle devient même un lieu de pèlerinage  pendant des centaines d'anénes et plusieurs guérisons miraculeuses  auraient été constatées là, particulièrement le jour de la fête de la Saint-Jean. Sur son lit de mort en 1180, saint Niels demande à être inhumé dans « la petite église près de la mer » c'est-à-dire Saint Clements. Il est inhumé dans le cimetière de St. Clements. Bien qu'il n'ait jamais été canonisé ni même béatifié, il est révéré comme saint à Aarhus jusqu'au XVIIIe siècle.

## Source de la traduction
- (en) Cet article est partiellement ou en totalité issu de l’article de Wikipédia en anglais intitulé « Niels of Aarhus » (voir la liste des auteurs).

## Sources
- (da) Carl Frederik Bricka (1887 - 1905): Niels (Hellig Niels) Dansk Biografisk Leksikon (p. 202), Vol. XII.